# Nchwaningiet

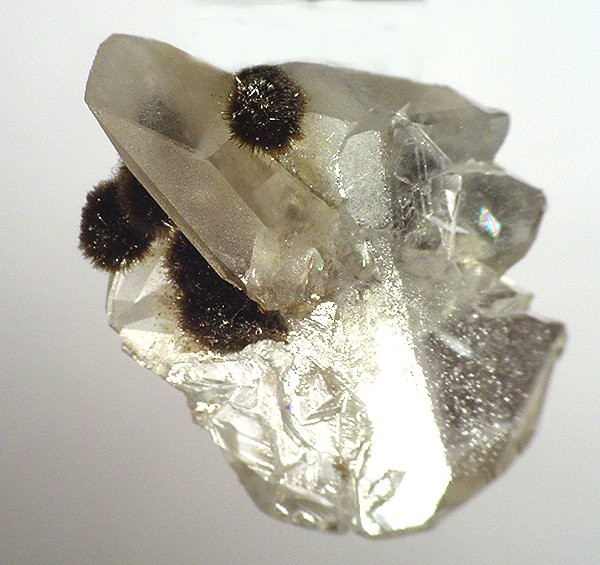
Nchwaningiet - Calciet

Het mineraal nchwaningiet is een gehydrateerd mangaan-inosilicaat met de chemische formule Mn2+2SiO3(OH)2·(H2O). Het behoort tot de orthopyroxenen.

## Eigenschappen
Het doorzichtige lichtbruine nchwaningiet heeft een glasglans, een witte streepkleur en de splijting is perfect volgens de kristalvlakken [100] en [010]. Nchwaningiet heeft een gemiddelde dichtheid van 3,19 en de hardheid is 5,5. Het kristalstelsel is orthorombisch en het mineraal is niet radioactief.

## Naamgeving
Het mineraal nchwaningiet is genoemd naar de N'chwaning II mijn in het Kalahari mangaanveld in Zuid-Afrika. Het mineraal werd hier voor het eerst beschreven.

## Voorkomen
Nchwaningiet is een weinig voorkomend pyroxeen, voornamelijk gevormd in mangaanertsen. De typelocatie is de N'chwaning mijn in Zuid-Afrika.